# Интервидение-1977
Конкурс песни Интервидение 1977 стал пятым конкурсом песни Интервидение и первым после 1968 года. Он проходил с 24 по 27 августа 1977 года в польском Сопоте в амфитеатре «Лесная опера».
Каждая страна могла представить не одну, а две песни или более. Первым участником, выступившим на Интервидении, стала венгерская группа «Kati Es A Kerek Perec», а его победительницей — чехословацкая представительница Гелена Вондрачкова с песней «Malovaný džbánku».

## История

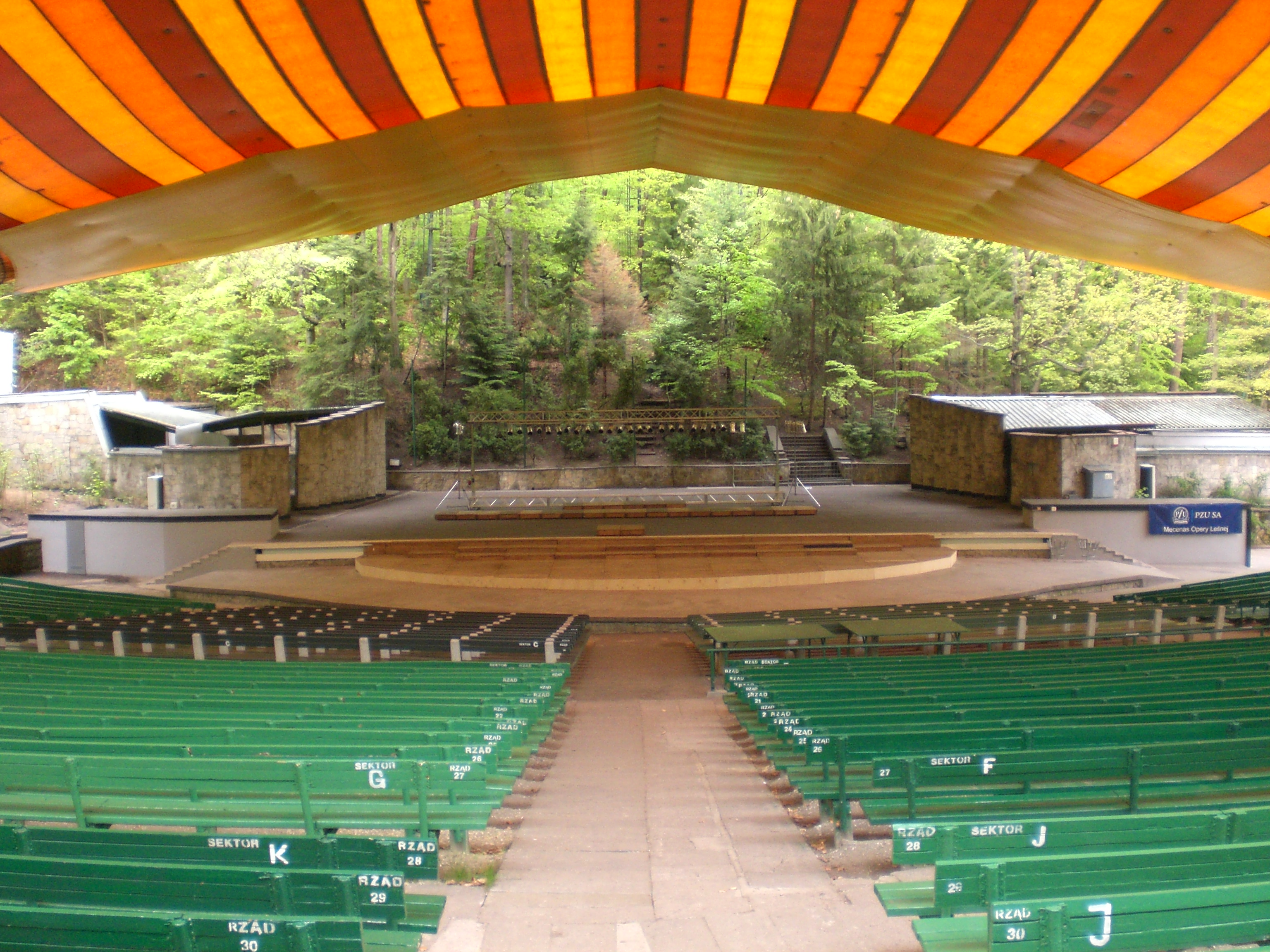
«Лесная опера» в Сопоте

Песенный фестиваль проводился международной организацией «Интервидение» с 1965 года. В 1965 и 1968 годах он совмещался с международным телевизионным фестивалем «Злата Прага», а 1966 и 1967 годах — с международным фестивалем «Братиславская лира», проводившимся в Братиславе.
В 1977 году после длительного перерыва фестиваль был возобновлён и в 1977—1980 годах совмещался с Международным фестивалем песни в Сопоте, впервые организованным в 1961 году Владиславом Шпильманом в содействии с Шимоном Закржевским. На протяжении большей части истории фестиваля главным призом был «Янтарный Соловей».
В отличие от «Евровидения» Международный фестиваль песни, проводившийся в Лесной Опере в Сопоте, часто менял свои формулы, чтобы выбрать победителя и предлагал много различных конкурсов для своих участников. Например, на фестивале «Интервидение-1980» было два конкурса: один для исполнителей, представляющих телевизионные компании, другой для представителей фирм грамзаписи. В первом жюри рассмотрело художественные достоинства песни; а во втором жюри оценивали исполнительскую интерпретацию. Фестиваль всегда был открыт для неевропейских стран, а такие страны, как Куба, Доминиканская Республика, Монгольская Народная Республика, Новая Зеландия, Нигерия, Перу, Южная Африка и многие другие были представлены на этом мероприятии.

## Место проведения
Сопот — город и морской курорт на севере Польши, в Поморском воеводстве, на Балтийском побережье. Население Сопота — около сорока тысяч человек. Сопот расположен между Гданьском и Гдыней, образуя вместе с ними агломерацию Труймясто (Тройной город), которая фактически является единым городом с общим населением примерно в миллион человек.
Местом проведения фестиваля стал амфитеатр на открытом воздухе Лесная опера. Амфитеатр имеет 4400 посадочных мест, а оркестровая яма может содержать до 110 музыкантов.

## Участвующие страны
11 стран приняли участие в первом после перерыва конкурсе песни Интервидение, каждая с двумя песнями, но некоторые ещё и с двумя участниками. В конкурсе этого года был целый ряд выдающихся исполнителей из социалистических стран — Хелена Вондрачкова, Кати Ковач, Иржи Корн, Марыля Родович (которой дали лишь утешительный приз, хотя «Разноцветные ярмарки» обрела огромную популярность, особенно в СССР), Здислава Сосницка, Лили Иванова, группа «Крайс», Франк Шебель.
| №  | Страна                              | Исполнитель                   | Песня                                          | Перевод                                          | Место | Очки |
| -- | ----------------------------------- | ----------------------------- | ---------------------------------------------- | ------------------------------------------------ | ----- | ---- |
| 1  | Венгерская Народная Республика      | Kati és a Kerek Perec         | «Egy dal neked» «Hinta»                        | «Песня для тебя» «Качели»                        | 14    | 20   |
| 2  | СССР                                | Роза Рымбаева                 | «Озарение» «Табуны»                            | -                                                | 6     | 38   |
| 3  | Народная Республика Болгария        | Бисер Киров                   | «В моя сън» «В края на лятото»                 | «В моем сне» «В конце лета»                      | 12    | 23   |
| 4  | Куба                                | Фара Мария                    | «El recuerdo de aquel largo viaje» «Un cuento» | «Воспоминание о том долгом путешествии» «Сказка» | 2     | 150  |
| 5  | Венгерская Народная Республика      | Кати Ковач                    | «Elégia» «Ha legközelebb látlak»               | «Элегия» «Если я увижу тебя снова»               | 16    | 8    |
| 6  | Испания                             | Группа «Nubes grises»         | «Marinero» «Nace el sentimento»                | «Моряк» «Рождается чувство»                      | 18    | 5    |
| 7  | Чехословакия                        | Гелена Вондрачкова            | «Lásko má, já stůňu» «Malovaný džbánku»        | «Любовь моя, я болен» «Крашеный кувшинчик»       | 1     | 174  |
| 8  | Народная Республика Болгария        | Лили Иванова                  | «Хризантеми»                                   | «Хризантемы»                                     | 4     | 112  |
| 9  | Чехословакия                        | Иржи Корн                     | «Jak se člověk mýlí»                           | «Как ошибается человек»                          | 13    | 22   |
| 10 | Финляндия                           | Кирка                         | «Neidonryöstö»                                 | «Похищение девицы»                               | 15    | 18   |
| 11 | Испания                             | Хосе Велес                    | «Romántica»                                    | «Романтика»                                      | 17    | 4    |
| 12 | СФР Югославия                       | Оливер Драгоевич              | «Majko, da li znaš»                            | «Мама, знаешь ли ты»                             | 8     | 31   |
| 13 | Куба                                | Луис Педро Феррер             | «Son de la suerte esdrújula»                   |                                                  | 7     | 36   |
| 14 | ГДР                                 | Франк Шёбель                  | «O Lady»                                       | «О, леди»                                        | 5     | 39   |
| 15 | ГДР                                 | Группа «Kreis»                | Doch ich wollt es wißen                        |                                                  | 10    | 25   |
| 16 | Польская Народная Республика        | Марыля Родович                | «Kolorowe jarmarki»                            | «Красочные ярмарки»                              | 11    | 24   |
| 17 | Польская Народная Республика        | Группа «Червоне гитары»       | «Nie spoczniemy»                               | «Мы не успокоимся»                               | 3     | 126  |
| 18 | Социалистическая Республика Румыния | Олимпия Панчиу и Мариус Цейку | «Niciodată nu e prea târziu»                   | «Никогда не бывает слишком поздно»               | 9     | 27   |
| 19 | Социалистическая Республика Румыния | Анджела Симиля                | «Nici tu, nici eu»                             | «Ни ты, ни я»                                    | 17    | 7    |
| 20 | СССР                                | Владимир Мигуля               | «Аве Мария» «Победа живёт»                     | -                                                | 11    | 24   |

## Голосование
| Страны получили\голосовали    | Флаг Польши (1928—1980) | Флаг Румынии (1965—1989) | Флаг Болгарии (1971—1990) | Флаг Венгрии | Флаг СССР | Флаг Финляндии | Флаг Греции | Флаг Кубы | [уточнить] | Флаг ГДР | Флаг Нидерландов | Флаг Великобритании | Флаг Португалии | Флаг Турции | Флаг Испании (1977—1981) | Всего |
| ----------------------------- | ----------------------- | ------------------------ | ------------------------- | ------------ | --------- | -------------- | ----------- | --------- | ---------- | -------- | ---------------- | ------------------- | --------------- | ----------- | ------------------------ | ----- |
| Кати и Керек Перес            | -                       | 3                        | -                         | 12           | 5         | -              | -           | -         | -          | -        | -                | -                   | -               | -           | -                        | 20    |
| Роза Рымбаева                 | 6                       | 1                        | 3                         | 2            | -         | 12             | 5           | -         | -          | -        | -                | 3                   | 2               | 3           | 1                        | 38    |
| Бисер Киров                   | -                       | 5                        | 6                         | -            | -         | -              | -           | 6         | -          | 6        | -                | -                   | -               | 6           | -                        | 23    |
| Фара Мария                    | 8                       | 8                        | 8                         | 8            | 10        | 8              | 8           | 10        | 12         | 8        | 10               | 10                  | 10              | 10          | 10                       | 150   |
| Кати Ковач                    | -                       | 2                        | -                         | -            | 4         | 2              | -           | -         | -          | -        | -                | -                   | -               | -           | -                        | 8     |
| Нубес Гризес                  | -                       | -                        | -                         | -            | -         | -              | -           | -         | 5          | -        | -                | -                   | -               | -           | -                        | 5     |
| Гелена Вондрачкова            | 10                      | 10                       | 10                        | 10           | 12        | 10             | 10          | 12        | 10         | 10       | 12               | 12                  | 12              | 12          | 12                       | 174   |
| Лили Иванова                  | 7                       | 6                        | 12                        | 6            | 7         | 6              | 6           | 7         | 7          | 6        | 7                | 7                   | 7               | 7           | 7                        | 112   |
| Иржи Корн                     | 4                       | -                        | -                         | 3            | 6         | -              | -           | -         | -          | 2        | 3                | 4                   | -               | -           | -                        | 22    |
| Кирка                         | -                       | -                        | -                         | -            | -         | -              | 12          | 3         | -          | 2        | 4                | -                   | -               | -           | -                        | 18    |
| Хосе Велес                    | -                       | -                        | -                         | -            | -         | -              | -           | -         | 4          | -        | -                | -                   | -               | -           | -                        | 4     |
| Оливер Драгоевич              | -                       | 4                        | 5                         | 4            | -         | -              | -           | 5         | 3          | -        | -                | -                   | 5               | -           | 5                        | 31    |
| Луи Педро Феррер              | -                       | -                        | -                         | -            | -         | -              | -           | 2         | -          | 1        | -                | -                   | -               | -           | 6                        | 36    |
| Франк Шебель                  | 3                       | -                        | -                         | -            | 3         | -              | 2           | -         | -          | 12       | 6                | -                   | -               | -           | 3                        | 39    |
| Группа «Kreis»                | 2                       | -                        | -                         | -            | 2         | -              | 1           | -         | -          | 5        | 5                | -                   | -               | -           | 2                        | 25    |
| Марыля Родович                | 12                      | 6                        | 12                        | 12           | 12        | 8              | 6           | 7         | 8          | 5        | 5                | 10                  | 3               | -           | 2                        | 106   |
| Группа «Червоне Гитары»       | 12                      | б7                       | 7                         | 7            | 8         | 7              | 7           | 8         | 8          | 7        | 8                | 8                   | 8               | 8           | 8                        | 126   |
| Олимпия Панчиу и Мариуш Тейку | -                       | 12                       | 4                         | 5            | -         | -              | -           | -         | -          | -        | -                | -                   | 4               | 5           | -                        | 27    |
| Анжела Симилеа                | -                       | -                        | -                         | -            | -         | -              | -           | -         | -          | -        | -                | -                   | 3               | 4           | -                        | 7     |
| Владимир Мигуля               | -                       | -                        | 2                         | 1            | -         | 5              | 4           | -         | -          | -        | -                | -                   | 1               | 2           | -                        | 24    |

## Комментаторы и глашатаи (одиночное жюри) (только страны-участницы)
| Страна         | Вещатель | Комментатор      | Глашатай         |
| -------------- | -------- | ---------------- | ---------------- |
| НРБ (Болгария) | БНТ      | Младен Младенов  | Георги Ганев     |
| ВНР (Венгрия)  | MTV      | Андреас Калмар   | Андреас Миклэ    |
| ГДР            | DFF      | Лозар Неугебауэр | Петер Хофманн    |
| Испания        | TVE      | нет              | Луис де лос Риос |
| Куба           | ICRT     | Мануэль Риффат   | Антонио Фомо     |
| ПНР (Польша)   | TVP      | Ян Крзижановски  | Роман Вашко      |
| СРР (Румыния)  | TVR      | нет              | Титус Мунтенау   |
| СССР           | ЦТ СССР  | Владимир Шалашов | Юрий Саульский   |
| Финляндия      | YLE      | Ярмо Порола      | Раймо Хенриксон  |
| Чехословакия   | ČST      | нет              | Жири Малашек     |
| Югославия      | JRT      | нет              | нет              |

## Результаты
| Гран-При           | Первая Премия | Вторая Премия        | Третья Премия | Приз зрителей  | Приз Польского комитета ТВ и радио       |
| ------------------ | ------------- | -------------------- | ------------- | -------------- | ---------------------------------------- |
| Хелена Вондрачкова | Фара Мария    | ВИА «Червоны гитары» | Лили Иванова  | Марыля Родович | Хосе Велес Роза Рымбаева Владимир Мигуля |